# Латунь

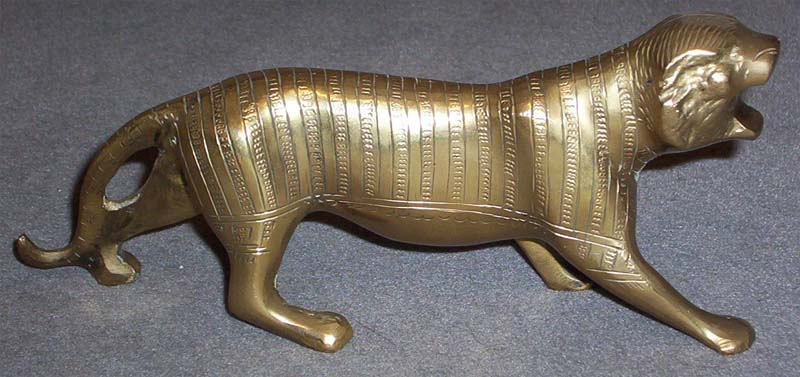
Фігурка з латуні.

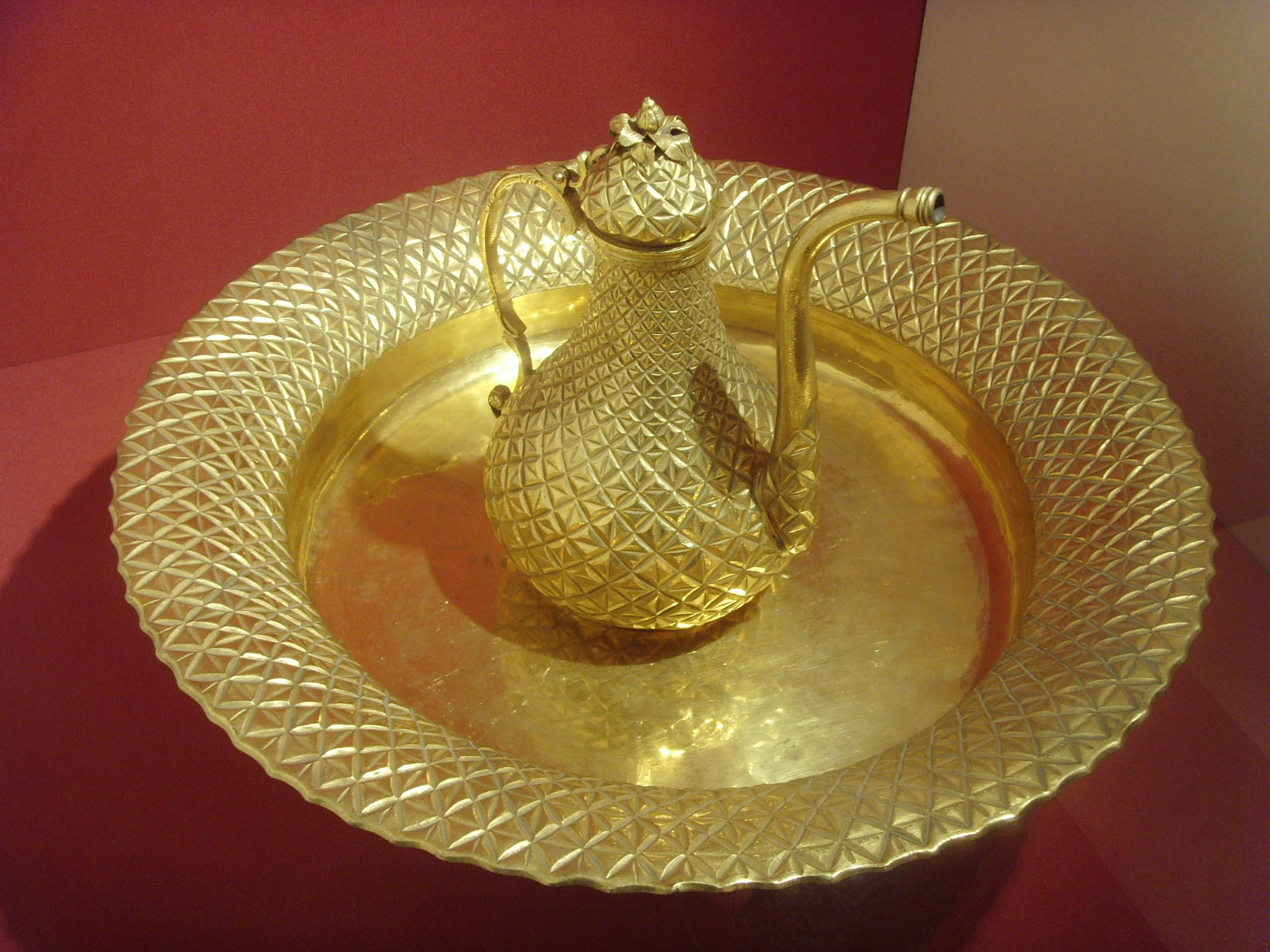
Таріль і глек з латуні. Туреччина, 1870. Музей турецького та ісламського мистецтва

Лату́нь (від нім. Latun), мося́ж (від давн.в-нім. massing через польське посередництво) або жовта мідь — сплав міді та цинку. До складу також можуть входити інші метали, чи неметали. Частка цинку у латуні може бути відносно високою (понад 36 %). Мідь і цинк розчиняються один у одному у будь-яких пропорціях, але незважаючи на відсоткове співвідношення міді і цинку латуні вважаються сплавами на основі міді. Латуні з вмістом цинку до 36 % називаються однофазними сплавами, або альфа-сплавами. Вони чудово піддаються холодним методам обробки. Латуні з вмістом цинку понад 37 % називаються двофазними сплавами, або бета-сплавами. Вони добре піддаються гарячим методам обробки. Латуні із низьким вмістом цинку (менше ніж 20 %) найчастіше використовуються для виробництва прикрас та виготовлення трубок. Латунь досить добре зварюється і прокатується. Хоча не покрита лаком поверхня латуні чорніє на повітрі, але в масі вона краще чинить опір впливу довкілля, ніж мідь. Має жовтий колір і відмінно полірується. Вісмут і свинець шкідливо впливають на латунь, оскільки зменшують здатність до деформування у гарячому стані.

## Фізичні властивості
- Густина латуні становить 8400—8730 кг/м3[4].
- Питома теплоємність при 20 °C — 0,377 кДж·кг−1·K−1.
- Питомий електричний опір — (0,07…0,08)× 10−6 Ом·м.
- Температура плавлення латуні в залежності від складу досягає 900—940 °C. Зі збільшенням вмісту цинку температура плавлення знижується.
- Границя міцності на розрив — 310…460 МПа.
- Модуль Юнга — 78…123 ГПа.
- Коефіцієнт Пуассона — 0,37.
- Модуль зсуву — 37 ГПа.

## Фазова діаграма Cu— Zn

Фазова діаграма Cu-Zn

Мідь з цинком утворюють крім основного α-розчину низку фаз електронного типу β, γ, ε. Найчастіше структура латуней складається з α- або α+β’- фаз: α-фаза — твердий розчин цинку в міді з кристалічною ґраткою міді ГЦК, а β’-фаза — впорядкований твердий розчин на базі хімічної сполуки CuZn з електронною концентрацією 3/2 й примітивною елементарною коміркою.
При високих температурах β-фаза має невпорядковане розташування (ОЦК) атомів і широку область гомогенності. У цьому стані β-фаза є пластичною. За температури нижчої за 454…468 °C розташування атомів міді й цинку у цій фазі стає впорядкованим, і вона позначається β’. Фаза β’ на відміну від β-фази є суттєво твердішою і крихкою; γ-фаза це електронна сполука Cu5Zn8.
Однофазні латуні характеризуються високою пластичністю; двофазні латуні при наявності β’-фази мають вищу міцність і меншу пластичність.
При вмісті цинку до 30 % зростають одночасно і міцність, і пластичність. Далі із збільшенням вмісту цинку пластичність зменшується, спочатку за рахунок ускладнення α — твердого розчину, а далі відбувається різке її зниження у зв'язку з появою у структурі крихкої β’-фази. Міцність зростає до вмісту цинку близько 45 % , а далі зменшується так же різко, як і пластичність.
Більшість латуней добре обробляється тиском і перш за все однофазні латуні. Вони деформуються при низьких і при високих температурах. Однак в інтервалі 300…700 °C існує зона крихкості, тому за таких температур латуні не деформують.
Двофазні латуні є пластичними при нагріванні вище температури β’-перетворення, особливо вище за 700 °C, коли їх структура стає однофазною (β-фаза). Для підвищення механічних властивостей і хімічної стійкості латуней в них часто вводять легувальні елементи: алюміній (Al), нікель (Ni), манган (Mn), силіцій (Si) тощо.

## Маркування латуней
Латуні маркуються літерою «Л». Прості латуні: Л96, Л85, Л59, де число показує кількість міді у відсотках, а решта цинк. В багатокомпонентних латунях легуючі елементи позначаються початковою літерою назви цього елемента: А — алюміній, Б — берилій, Ж — залізо, К — кремній, Н — нікель, О — олово, С — свинець, Ф — фосфор.
Приклади маркування та використання:
- Латуні, що оброблюються тиском[5]:
  - Л96 (томпак), Л70, ЛАН65-3-2 (міді 65 %, алюмінію 3 %, нікелю 2 %, решта цинк) — суднобудування, електричні машини,
  - ЛА85-1 — для виготовлення атрибутів відзнак (замінник золота),
  - ЛО70-1 — стійкість проти корозії в прісній та морській воді,
  - ЛС59-1, ЛС64-2 (автоматні або свинцевисті латуні) — добре обробляються різанням, мають добрі антифрикційні властивості.
- Ливарні латуні. Маркуються по типу маркування легованих сталей[6]:
  - ЛЦ14К3С3 (цинку 14 %, кремнію 3 %, свинцю 3 %, решта мідь) — підшипники, втулки,
  - ЛЦ30А3 — корозійностійкі деталі,
  - ЛЦ25С2 — штуцери гідросистем.